# Pitt Stadium
Le Pitt Stadium était un stade situé dans le quartier d'Oakland de la ville de Pittsburgh en Pennsylvanie aux  États-Unis. Le stade a accueilli pendant la majeure partie du XXe siècle des matchs de football américain et des compétitions d'athlétisme.

## Histoire
Le Pitt Stadium ouvre ses portes le 1er septembre 1925 après des travaux qui auront duré un peu plus d'un an pour une somme totale de 2,1 millions $USD. Le stade est créé afin d'accueillir les rencontres sportives des équipes de l'Université de Pittsburgh, les Pittsburgh Panthers.
En 1933, les Steelers font leurs débuts dans l'enceinte du Forbes Field mais l'équipe de la National Football League quitte le terrain qu'ils partagent avec les Pirates, équipe de baseball pour s'installer dans le Pitt Stadium.
En 1974, le Three Rivers Stadium est construit et les Steelers changent une nouvelle fois de domicile. Ils seront imités par les Panthers vingt-cinq ans plus tard. Le 13 novembre 1999, le stade ferme ses portes et il est démoli le mois suivant. 
L'emplacement actuel du stade correspond à des bâtiments de l'université et par le Petersen Events Center, terrain de l'université.